# Varteigs kommun
Varteigs kommun (norska: Varteig kommune) var en kommun i Østfold fylke i sydöstra Norge. Kommunen omfattade den nordöstra delen av nuvarande Sarpsborgs kommun (ett område öster om älven Glomma, nordöst om staden Sarpsborg). Tätorten Hasle utgjorde kommunens centralort.

## Administrativ historik
Varteigs kommun upprättades 1861 genom utbrytning ur Tune kommun. Kommunen hade 2 381 invånare vid upprättandet.
Den 1 januari 1992 gick huvuddelen av Varteigs kommun upp i Sarpsborgs kommun. En mindre del av kommunen (en del av grundkretsen Furuholmen med 12 invånare) fördes samtidigt över till Rakkestads kommun. Kommunens hade vid upphörandet 2 199 invånare på en yta av 68 kvadratkilometer.

## Kommunvapen
Blasonering: På rød bunn en sølv kvinneskikkelse i fotsid drakt med løftede hender.
(I rött fält en kvinna av silver i fotsid dräkt med lyfta händer.)
Kommunvapnet godkändes genom kunglig resolution den 14 december 1979. Motivet syftar på kung Håkon Håkonssons moder som hette Inga från Varteig. Håkon föddes efter faderns död och Inga bar järnbörd för att bevisa att han var kungens son. Kvinnofiguren i vapnet höjer händerna för att visa att de är oskadda av det glödande järnet.